# Neustadt bei Hachmühlen
Neustadt war eine selbstständige Gemeinde und ist heute eine Ortslage des Stadtteils Hachmühlen der Stadt Bad Münder am Deister im Landkreis Hameln-Pyrmont in Niedersachsen.
Da der Ortsname Neustadt häufig vorkommt, wurde oft die Form Neustadt bei Hachmühlen genutzt.

## Geographie
Die Gemeinde Neustadt war der östlich der Hamel gelegene Teil des heutigen Hachmühlen. Das Bachtal zwischen Neustadt und Hachmühlen dient teils als Weideland.
Die Bundesstraße 217 dient als Straßenverbindung von Neustadt und Hachmühlen. Zugleich trennt sie die beiden alten Ortskerne in ihrem Südosten von der neueren Bebauung im Nordwesten. Der Bahnhof Bad Münder liegt näher an Hachmühlen und Neustadt als am Ortskern von Bad Münder.

## Geschichte
Im Jahr 1338 hatten die Herzöge von Braunschweig und Lüneburg das Schloss, bzw. die Burg Hachmühlen der Grafschaft Spiegelberg als Pfand überlassen. Während der Spiegelberger Fehde eroberte Herzog Wilhelm I. die Burg im Frühjahr 1434 und ließ sie im Folgejahr zerstören.
Bald danach nutzten Bauern aus der Umgebung das Abbruchmaterial, um sich in der Nähe des Vorwerks eine Siedlung zu bauen. Der Ort wurde als „Hachmohlen up der nigen Statt“ (hochdeutsch: Hachmühlen auf der neuen Stätte) bezeichnet. Dieser Name wurde später zu „Neustadt“ verkürzt.
Neustadt gehörte zum Kirchspiel Hachmühlen, dort war auch die Schule.
Im Dreißigjährigen Krieg wurde Neustadt durch Tillysche, französische und schwedische Truppen verwüstet. Auch im Siebenjährigen Krieg und in der Franzosenzeit zogen fremde Truppen durch den verkehrsgünstig gelegenen Ort.
Das benachbarte Hachmühlen gehörte zum Fürstentum Calenberg, aus dem später das Königreich Hannover hervorging und war dort dem Amt Springe zugeordnet.
Neustadt war hingegen Teil der von Coppenbrügge aus verwalteten Grafschaft Spiegelberg, die erst 1819 vom Haus Oranien-Nassau an das Königreich Hannover verkauft wurde. Aus den Gemeinden der Grafschaft wurde das Amt Coppenbrügge gebildet. Bei der Auflösung des Amts Coppenbrügge im Jahr 1859 wurde Neustadt in das Amt Springe eingegliedert.
Neustadt wurde am 1. Januar 1963 mit Hachmühlen zusammengeschlossen.
Hachmühlen wurde 1973 zu einem Stadtteil von Bad Münder.
Bei der Auflösung des Landkreises Springe 1974 wurde Bad Münder mit seinen Ortsteilen dem Landkreis Hameln-Pyrmont angeschlossen.

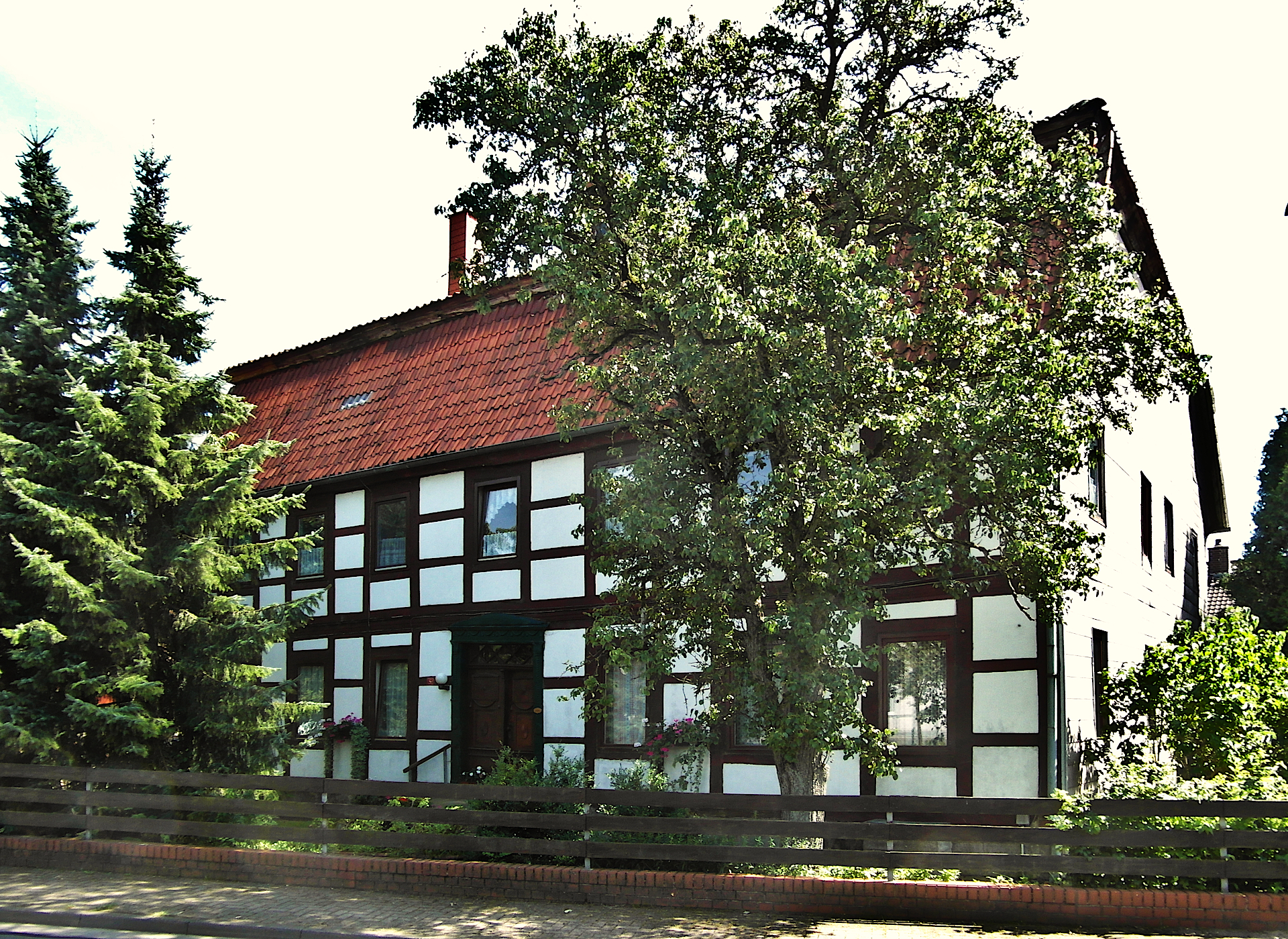
Die ehemalige Mühle in Neustadt

## Einwohnerentwicklung
| Jahr      | 1812 | 1848 | 1910 | 1925 | 1933 | 1939 | 1961 |
| --------- | ---- | ---- | ---- | ---- | ---- | ---- | ---- |
| Einwohner | 188  | 249  | 245  | 243  | 266  | 232  | 428  |

## Denkmalschutz
Die ehemalige Wassermühle an der Hamel und eine Hofanlage an der Neustädter Straße stehen unter Denkmalschutz.
Eine Eiche in der Nähe der Mühle ist Naturdenkmal.